# Somebody That I Used to Know
Somebody That I Used to Know is een single van Gotye met Kimbra uit 2011. Het is afkomstig van Gotye's album Making Mirrors. Hij schreef het nummer op de familieboerderij op het Mornington Peninsula nabij de Australische stad Melbourne. Het kostte Gotye veel moeite om het nummer af te maken, hij wilde er eigenlijk mee stoppen, maar rondde het uiteindelijk af. De zanger was daarna verbaasd dat het zo'n hit werd. Gotye en Kimbra bezingen allebei hun oude liefde. De single werd door het NPO 3FM radioprogramma 3VOOR12 uitgeroepen tot Song van het Jaar.
Het nummer is geschreven door Gotye, die gebruikmaakte van een sample van het nummer Seville van de Braziliaanse gitarist Luiz Bonfá uit 1968.

## Musici
- Gotye – zang, gitaar, fluit en samples
- Kimbra – zang
- Lucas Taranto – basgitaar
- Francois Tetaz – mix

## Vervroegde uitgave
In Nederland en België was het de bedoeling dat de single in oktober zou uitkomen, maar een paar dagen na de release in Australië werd de single opgepakt door 3FM-dj Gerard Ekdom. Nadat Ekdom de single had gedraaid op de radio werd hij door de platenmaatschappij gesommeerd daarmee te stoppen en te wachten tot oktober. Ekdom deelde dit de volgende dag op de radio mee, waarna de plaat massaal illegaal gedownload werd, want hij was al uit in Australië en gewoon verkrijgbaar in Nederland. De plaat schoot de iTunes top 100 in en belandde zelfs in de Mega Top 5, een dagelijkse lijst van de hoogste stijgers en binnenkomers. De platenmaatschappij besloot daarop om de single vervroegd uit te geven.

## Hitlijsten
De plaat werd snel binnengehaald in Australië, Nieuw-Zeeland, België en Nederland. Vooral in Australië met acht keer een eerste plaats verkocht de single goed.
In Nederland was de plaat in week 32 van 2011 Megahit op 3FM. De plaat werd een gigantische hit en bereikte in zowel de B2B Single Top 100, de Nederlandse Top 40 als de Mega Top 50 zelfs tot twee keer toe de nummer één positie, na tussentijds op twee te hebben gestaan. De single stond 21 weken in de top 5 en 28 weken in de top 10 van de Nederlandse Top 40. Het top 5-record is in 2020 gebroken door Blinding Lights van The Weeknd. Het top 10-record was eerst 26 weken en stond op naam van de voormalige succesvolste Top 40-hit ooit: op 3 april 2012 maakte de Nederlandse Top 40 bekend dat Gotye en Kimbra met dit nummer het oude record van Trio Hellenique hebben gebroken. Hun La danse de Zorba was 46 jaar lang de allergrootste hit in Nederland, maar aan die hegemonie maakte Somebody That I Used to Know een einde. Deze titel was van korte duur, want sinds 11 april 2014 is Happy van Pharrell Williams de succesvolste Top 40-hit ooit.
In de geschiedenis van de Mega Top 50 en haar voorgangers vanaf mei 1969, was het nog nooit voorgekomen dat een plaat viermaal terugkwam op de eerste plaats. In totaal stond het 52 weken genoteerd in de publieke hitlijst, waarvan 13 weken op de hoogste positie.

## Awards en nominaties
| Jaar | Organisatie       | Award                          | Resultaat   |
| ---- | ----------------- | ------------------------------ | ----------- |
| 2011 | ARIA Music Awards | Best verkochte single          | Genomineerd |
| 2011 | ARIA Music Awards | Beste single                   | Gewonnen    |
| 2011 | ARIA Music Awards | Beste pop single               | Gewonnen    |
| 2011 | ARIA Music Awards | Beste videoclip                | Gewonnen    |
| 2011 | MIA's             | Hit van het jaar               | Gewonnen    |
| 2011 | MIA's             | Beste videoclip                | Gewonnen    |
| 2012 | APRA Music Awards | Song of the year               | Gewonnen    |
| 2012 | APRA Music Awards | Most played Australian work    | Gewonnen    |
| 2013 | Grammy Awards     | Record of the Year             | Gewonnen    |
| 2013 | Grammy Awards     | Best Pop Duo/Group Performance | Gewonnen    |

## Hitnoteringen
| Hitnotering: 13-08-2011 t/m 28-04-2012 | Hitnotering: 13-08-2011 t/m 28-04-2012 | Hitnotering: 13-08-2011 t/m 28-04-2012 | Hitnotering: 13-08-2011 t/m 28-04-2012 | Hitnotering: 13-08-2011 t/m 28-04-2012 | Hitnotering: 13-08-2011 t/m 28-04-2012 | Hitnotering: 13-08-2011 t/m 28-04-2012 | Hitnotering: 13-08-2011 t/m 28-04-2012 | Hitnotering: 13-08-2011 t/m 28-04-2012 | Hitnotering: 13-08-2011 t/m 28-04-2012 | Hitnotering: 13-08-2011 t/m 28-04-2012 | Hitnotering: 13-08-2011 t/m 28-04-2012 | Hitnotering: 13-08-2011 t/m 28-04-2012 | Hitnotering: 13-08-2011 t/m 28-04-2012 | Hitnotering: 13-08-2011 t/m 28-04-2012 | Hitnotering: 13-08-2011 t/m 28-04-2012 | Hitnotering: 13-08-2011 t/m 28-04-2012 | Hitnotering: 13-08-2011 t/m 28-04-2012 | Hitnotering: 13-08-2011 t/m 28-04-2012 | Hitnotering: 13-08-2011 t/m 28-04-2012 | Hitnotering: 13-08-2011 t/m 28-04-2012 |
| Week:                                  | 1                                      | 2                                      | 3                                      | 4                                      | 5                                      | 6                                      | 7                                      | 8                                      | 9                                      | 10                                     | 11                                     | 12                                     | 13                                     | 14                                     | 15                                     | 16                                     | 17                                     | 18                                     | 19                                     | 20                                     |
| -------------------------------------- | -------------------------------------- | -------------------------------------- | -------------------------------------- | -------------------------------------- | -------------------------------------- | -------------------------------------- | -------------------------------------- | -------------------------------------- | -------------------------------------- | -------------------------------------- | -------------------------------------- | -------------------------------------- | -------------------------------------- | -------------------------------------- | -------------------------------------- | -------------------------------------- | -------------------------------------- | -------------------------------------- | -------------------------------------- | -------------------------------------- |
| Positie:                               | 39                                     | 15                                     | 6                                      | 6                                      | 5                                      | 4                                      | 2                                      | 2                                      | 2                                      | 1                                      | 1                                      | 1                                      | 2                                      | 2                                      | 2                                      | 2                                      | 1                                      | 1                                      | 3                                      | 3                                      |
| Week:                                  | 21                                     | 22                                     | 23                                     | 24                                     | 25                                     | 26                                     | 27                                     | 28                                     | 29                                     | 30                                     | 31                                     | 32                                     | 33                                     | 34                                     | 35                                     | 36                                     | 37                                     | 38                                     |                                        |                                        |
| Positie:                               | 3                                      | 4                                      | 5                                      | 5                                      | 5                                      | 8                                      | 7                                      | 9                                      | 9                                      | 8                                      | 12                                     | 16                                     | 18                                     | 22                                     | 29                                     | 30                                     | 38                                     | 40                                     | uit                                    |                                        |

| Hitnotering: 6-08-2011 t/m 28-07-2012 | Hitnotering: 6-08-2011 t/m 28-07-2012 | Hitnotering: 6-08-2011 t/m 28-07-2012 | Hitnotering: 6-08-2011 t/m 28-07-2012 | Hitnotering: 6-08-2011 t/m 28-07-2012 | Hitnotering: 6-08-2011 t/m 28-07-2012 | Hitnotering: 6-08-2011 t/m 28-07-2012 | Hitnotering: 6-08-2011 t/m 28-07-2012 | Hitnotering: 6-08-2011 t/m 28-07-2012 | Hitnotering: 6-08-2011 t/m 28-07-2012 | Hitnotering: 6-08-2011 t/m 28-07-2012 | Hitnotering: 6-08-2011 t/m 28-07-2012 | Hitnotering: 6-08-2011 t/m 28-07-2012 | Hitnotering: 6-08-2011 t/m 28-07-2012 | Hitnotering: 6-08-2011 t/m 28-07-2012 | Hitnotering: 6-08-2011 t/m 28-07-2012 | Hitnotering: 6-08-2011 t/m 28-07-2012 | Hitnotering: 6-08-2011 t/m 28-07-2012 | Hitnotering: 6-08-2011 t/m 28-07-2012 | Hitnotering: 6-08-2011 t/m 28-07-2012 | Hitnotering: 6-08-2011 t/m 28-07-2012 |
| Week:                                 | 1                                     | 2                                     | 3                                     | 4                                     | 5                                     | 6                                     | 7                                     | 8                                     | 9                                     | 10                                    | 11                                    | 12                                    | 13                                    | 14                                    | 15                                    | 16                                    | 17                                    | 18                                    | 19                                    | 20                                    |
| ------------------------------------- | ------------------------------------- | ------------------------------------- | ------------------------------------- | ------------------------------------- | ------------------------------------- | ------------------------------------- | ------------------------------------- | ------------------------------------- | ------------------------------------- | ------------------------------------- | ------------------------------------- | ------------------------------------- | ------------------------------------- | ------------------------------------- | ------------------------------------- | ------------------------------------- | ------------------------------------- | ------------------------------------- | ------------------------------------- | ------------------------------------- |
| Positie:                              | 25                                    | 3                                     | 2                                     | 5                                     | 1                                     | 1                                     | 2                                     | 1                                     | 2                                     | 1                                     | 1                                     | 1                                     | 2                                     | 1                                     | 1                                     | 1                                     | 1                                     | 1                                     | 2                                     | 1                                     |
| Week:                                 | 21                                    | 22                                    | 23                                    | 24                                    | 25                                    | 26                                    | 27                                    | 28                                    | 29                                    | 30                                    | 31                                    | 32                                    | 33                                    | 34                                    | 35                                    | 36                                    | 37                                    | 38                                    | 39                                    | 40                                    |
| Positie:                              | 1                                     | 4                                     | 1                                     | 1                                     | 4                                     | 3                                     | 6                                     | 9                                     | 17                                    | 13                                    | 15                                    | 18                                    | 19                                    | 19                                    | 26                                    | 26                                    | 29                                    | 31                                    | 32                                    | 34                                    |
| Week:                                 | 41                                    | 42                                    | 43                                    | 44                                    | 45                                    | 46                                    | 47                                    | 48                                    | 49                                    | 50                                    | 51                                    | 52                                    |                                       |                                       |                                       |                                       |                                       |                                       |                                       |                                       |
| Positie:                              | 36                                    | 39                                    | 44                                    | 46                                    | 47                                    | 48                                    | 48                                    | 34                                    | 45                                    | 46                                    | 33                                    | 37                                    | uit                                   |                                       |                                       |                                       |                                       |                                       |                                       |                                       |

| Hitnotering: 06-08-2011 t/m 08-12-2012 | Hitnotering: 06-08-2011 t/m 08-12-2012 | Hitnotering: 06-08-2011 t/m 08-12-2012 | Hitnotering: 06-08-2011 t/m 08-12-2012 | Hitnotering: 06-08-2011 t/m 08-12-2012 | Hitnotering: 06-08-2011 t/m 08-12-2012 | Hitnotering: 06-08-2011 t/m 08-12-2012 | Hitnotering: 06-08-2011 t/m 08-12-2012 | Hitnotering: 06-08-2011 t/m 08-12-2012 | Hitnotering: 06-08-2011 t/m 08-12-2012 | Hitnotering: 06-08-2011 t/m 08-12-2012 | Hitnotering: 06-08-2011 t/m 08-12-2012 | Hitnotering: 06-08-2011 t/m 08-12-2012 | Hitnotering: 06-08-2011 t/m 08-12-2012 | Hitnotering: 06-08-2011 t/m 08-12-2012 | Hitnotering: 06-08-2011 t/m 08-12-2012 | Hitnotering: 06-08-2011 t/m 08-12-2012 | Hitnotering: 06-08-2011 t/m 08-12-2012 | Hitnotering: 06-08-2011 t/m 08-12-2012 |
| Week:                                  | 1                                      | 2                                      | 3                                      | 4                                      | 5                                      | 6                                      | 7                                      | 8                                      | 9                                      | 10                                     | 11                                     | 12                                     | 13                                     | 14                                     | 15                                     | 16                                     | 17                                     | 18                                     |
| -------------------------------------- | -------------------------------------- | -------------------------------------- | -------------------------------------- | -------------------------------------- | -------------------------------------- | -------------------------------------- | -------------------------------------- | -------------------------------------- | -------------------------------------- | -------------------------------------- | -------------------------------------- | -------------------------------------- | -------------------------------------- | -------------------------------------- | -------------------------------------- | -------------------------------------- | -------------------------------------- | -------------------------------------- |
| Positie:                               | 33                                     | 3                                      | 2                                      | 7                                      | 4                                      | 3                                      | 1                                      | 1                                      | 2                                      | 2                                      | 1                                      | 1                                      | 2                                      | 2                                      | 2                                      | 2                                      | 2                                      | 4                                      |
| Week:                                  | 19                                     | 20                                     | 21                                     | 22                                     | 23                                     | 24                                     | 25                                     | 26                                     | 27                                     | 28                                     | 29                                     | 30                                     | 31                                     | 32                                     | 33                                     | 34                                     | 35                                     | 36                                     |
| Positie:                               | 3                                      | 2                                      | 2                                      | 7                                      | 5                                      | 4                                      | 10                                     | 12                                     | 9                                      | 10                                     | 13                                     | 6                                      | 11                                     | 8                                      | 7                                      | 9                                      | 12                                     | 12                                     |
| Week:                                  | 37                                     | 38                                     | 39                                     | 40                                     | 41                                     | 42                                     | 43                                     | 44                                     | 45                                     | 46                                     | 47                                     | 48                                     | 49                                     | 50                                     | 51                                     | 52                                     | 53                                     | 54                                     |
| Positie:                               | 10                                     | 14                                     | 15                                     | 17                                     | 19                                     | 23                                     | 32                                     | 48                                     | 43                                     | 50                                     | 41                                     | 39                                     | 38                                     | 31                                     | 31                                     | 39                                     | 48                                     | 55                                     |
| Week:                                  | 55                                     | 56                                     | 57                                     | 58                                     | 59                                     | 60                                     | 61                                     | 62                                     | 63                                     | 64                                     | 65                                     | 66                                     | 67                                     | 68                                     | 69                                     | 70                                     | 71                                     |                                        |
| Positie:                               | 49                                     | 43                                     | 49                                     | 54                                     | 61                                     | 63                                     | 61                                     | 58                                     | 53                                     | 59                                     | 55                                     | 61                                     | 59                                     | 63                                     | 54                                     | 74                                     | 88                                     | uit                                    |

| Hitnotering: (Week 1 t/m 56) 20-08-2011 t/m 08-09-2012 Hitnotering: (Week 57) 10-11-2012 Hitnotering: (Week 58) 24-11-2012 Hitnotering: (Week 59 t/m 60) 05-01-2013 t/m 12-01-2013 Hitnotering: (Week 61) 23-02-2013 | Hitnotering: (Week 1 t/m 56) 20-08-2011 t/m 08-09-2012 Hitnotering: (Week 57) 10-11-2012 Hitnotering: (Week 58) 24-11-2012 Hitnotering: (Week 59 t/m 60) 05-01-2013 t/m 12-01-2013 Hitnotering: (Week 61) 23-02-2013 | Hitnotering: (Week 1 t/m 56) 20-08-2011 t/m 08-09-2012 Hitnotering: (Week 57) 10-11-2012 Hitnotering: (Week 58) 24-11-2012 Hitnotering: (Week 59 t/m 60) 05-01-2013 t/m 12-01-2013 Hitnotering: (Week 61) 23-02-2013 | Hitnotering: (Week 1 t/m 56) 20-08-2011 t/m 08-09-2012 Hitnotering: (Week 57) 10-11-2012 Hitnotering: (Week 58) 24-11-2012 Hitnotering: (Week 59 t/m 60) 05-01-2013 t/m 12-01-2013 Hitnotering: (Week 61) 23-02-2013 | Hitnotering: (Week 1 t/m 56) 20-08-2011 t/m 08-09-2012 Hitnotering: (Week 57) 10-11-2012 Hitnotering: (Week 58) 24-11-2012 Hitnotering: (Week 59 t/m 60) 05-01-2013 t/m 12-01-2013 Hitnotering: (Week 61) 23-02-2013 | Hitnotering: (Week 1 t/m 56) 20-08-2011 t/m 08-09-2012 Hitnotering: (Week 57) 10-11-2012 Hitnotering: (Week 58) 24-11-2012 Hitnotering: (Week 59 t/m 60) 05-01-2013 t/m 12-01-2013 Hitnotering: (Week 61) 23-02-2013 | Hitnotering: (Week 1 t/m 56) 20-08-2011 t/m 08-09-2012 Hitnotering: (Week 57) 10-11-2012 Hitnotering: (Week 58) 24-11-2012 Hitnotering: (Week 59 t/m 60) 05-01-2013 t/m 12-01-2013 Hitnotering: (Week 61) 23-02-2013 | Hitnotering: (Week 1 t/m 56) 20-08-2011 t/m 08-09-2012 Hitnotering: (Week 57) 10-11-2012 Hitnotering: (Week 58) 24-11-2012 Hitnotering: (Week 59 t/m 60) 05-01-2013 t/m 12-01-2013 Hitnotering: (Week 61) 23-02-2013 | Hitnotering: (Week 1 t/m 56) 20-08-2011 t/m 08-09-2012 Hitnotering: (Week 57) 10-11-2012 Hitnotering: (Week 58) 24-11-2012 Hitnotering: (Week 59 t/m 60) 05-01-2013 t/m 12-01-2013 Hitnotering: (Week 61) 23-02-2013 | Hitnotering: (Week 1 t/m 56) 20-08-2011 t/m 08-09-2012 Hitnotering: (Week 57) 10-11-2012 Hitnotering: (Week 58) 24-11-2012 Hitnotering: (Week 59 t/m 60) 05-01-2013 t/m 12-01-2013 Hitnotering: (Week 61) 23-02-2013 | Hitnotering: (Week 1 t/m 56) 20-08-2011 t/m 08-09-2012 Hitnotering: (Week 57) 10-11-2012 Hitnotering: (Week 58) 24-11-2012 Hitnotering: (Week 59 t/m 60) 05-01-2013 t/m 12-01-2013 Hitnotering: (Week 61) 23-02-2013 | Hitnotering: (Week 1 t/m 56) 20-08-2011 t/m 08-09-2012 Hitnotering: (Week 57) 10-11-2012 Hitnotering: (Week 58) 24-11-2012 Hitnotering: (Week 59 t/m 60) 05-01-2013 t/m 12-01-2013 Hitnotering: (Week 61) 23-02-2013 | Hitnotering: (Week 1 t/m 56) 20-08-2011 t/m 08-09-2012 Hitnotering: (Week 57) 10-11-2012 Hitnotering: (Week 58) 24-11-2012 Hitnotering: (Week 59 t/m 60) 05-01-2013 t/m 12-01-2013 Hitnotering: (Week 61) 23-02-2013 | Hitnotering: (Week 1 t/m 56) 20-08-2011 t/m 08-09-2012 Hitnotering: (Week 57) 10-11-2012 Hitnotering: (Week 58) 24-11-2012 Hitnotering: (Week 59 t/m 60) 05-01-2013 t/m 12-01-2013 Hitnotering: (Week 61) 23-02-2013 | Hitnotering: (Week 1 t/m 56) 20-08-2011 t/m 08-09-2012 Hitnotering: (Week 57) 10-11-2012 Hitnotering: (Week 58) 24-11-2012 Hitnotering: (Week 59 t/m 60) 05-01-2013 t/m 12-01-2013 Hitnotering: (Week 61) 23-02-2013 | Hitnotering: (Week 1 t/m 56) 20-08-2011 t/m 08-09-2012 Hitnotering: (Week 57) 10-11-2012 Hitnotering: (Week 58) 24-11-2012 Hitnotering: (Week 59 t/m 60) 05-01-2013 t/m 12-01-2013 Hitnotering: (Week 61) 23-02-2013 | Hitnotering: (Week 1 t/m 56) 20-08-2011 t/m 08-09-2012 Hitnotering: (Week 57) 10-11-2012 Hitnotering: (Week 58) 24-11-2012 Hitnotering: (Week 59 t/m 60) 05-01-2013 t/m 12-01-2013 Hitnotering: (Week 61) 23-02-2013 | Hitnotering: (Week 1 t/m 56) 20-08-2011 t/m 08-09-2012 Hitnotering: (Week 57) 10-11-2012 Hitnotering: (Week 58) 24-11-2012 Hitnotering: (Week 59 t/m 60) 05-01-2013 t/m 12-01-2013 Hitnotering: (Week 61) 23-02-2013 | Hitnotering: (Week 1 t/m 56) 20-08-2011 t/m 08-09-2012 Hitnotering: (Week 57) 10-11-2012 Hitnotering: (Week 58) 24-11-2012 Hitnotering: (Week 59 t/m 60) 05-01-2013 t/m 12-01-2013 Hitnotering: (Week 61) 23-02-2013 | Hitnotering: (Week 1 t/m 56) 20-08-2011 t/m 08-09-2012 Hitnotering: (Week 57) 10-11-2012 Hitnotering: (Week 58) 24-11-2012 Hitnotering: (Week 59 t/m 60) 05-01-2013 t/m 12-01-2013 Hitnotering: (Week 61) 23-02-2013 | Hitnotering: (Week 1 t/m 56) 20-08-2011 t/m 08-09-2012 Hitnotering: (Week 57) 10-11-2012 Hitnotering: (Week 58) 24-11-2012 Hitnotering: (Week 59 t/m 60) 05-01-2013 t/m 12-01-2013 Hitnotering: (Week 61) 23-02-2013 | Hitnotering: (Week 1 t/m 56) 20-08-2011 t/m 08-09-2012 Hitnotering: (Week 57) 10-11-2012 Hitnotering: (Week 58) 24-11-2012 Hitnotering: (Week 59 t/m 60) 05-01-2013 t/m 12-01-2013 Hitnotering: (Week 61) 23-02-2013 | Hitnotering: (Week 1 t/m 56) 20-08-2011 t/m 08-09-2012 Hitnotering: (Week 57) 10-11-2012 Hitnotering: (Week 58) 24-11-2012 Hitnotering: (Week 59 t/m 60) 05-01-2013 t/m 12-01-2013 Hitnotering: (Week 61) 23-02-2013 |
| Week: | 1 | 2 | 3 | 4 | 5 | 6 | 7 | 8 | 9 | 10 | 11 | 12 | 13 | 14 | 15 | 16 | 17 | 18 | 19 | 20 | 21 | 22 |
| --- | --- | --- | --- | --- | --- | --- | --- | --- | --- | --- | --- | --- | --- | --- | --- | --- | --- | --- | --- | --- | --- | --- |
| Positie: | 7 | 1 | 1 | 1 | 1 | 1 | 1 | 1 | 1 | 1 | 1 | 1 | 1 | 2 | 2 | 6 | 6 | 4 | 5 | 7 | 6 | 4 |
| Week: | 23 | 24 | 25 | 26 | 27 | 28 | 29 | 30 | 31 | 32 | 33 | 34 | 35 | 36 | 37 | 38 | 39 | 40 | 41 | 42 | 43 | 44 |
| Positie: | 5 | 7 | 12 | 12 | 12 | 7 | 14 | 19 | 31 | 27 | 31 | 30 | 18 | 9 | 4 | 10 | 15 | 16 | 23 | 25 | 20 | 25 |
| Week: | 45 | 46 | 47 | 48 | 49 | 50 | 51 | 52 | 53 | 54 | 55 | 56 | | 57 | | 58 | | 59 | 60 | | 61 | |
| Positie: | 28 | 33 | 37 | 32 | 25 | 28 | 39 | 26 | 41 | 39 | 44 | 50 | uit | 34 | uit | 47 | uit | 47 | 50 | uit | 39 | uit |

| Hitnotering: 03-09-2011 t/m 03-03-2012 | Hitnotering: 03-09-2011 t/m 03-03-2012 | Hitnotering: 03-09-2011 t/m 03-03-2012 | Hitnotering: 03-09-2011 t/m 03-03-2012 | Hitnotering: 03-09-2011 t/m 03-03-2012 | Hitnotering: 03-09-2011 t/m 03-03-2012 | Hitnotering: 03-09-2011 t/m 03-03-2012 | Hitnotering: 03-09-2011 t/m 03-03-2012 | Hitnotering: 03-09-2011 t/m 03-03-2012 | Hitnotering: 03-09-2011 t/m 03-03-2012 | Hitnotering: 03-09-2011 t/m 03-03-2012 | Hitnotering: 03-09-2011 t/m 03-03-2012 | Hitnotering: 03-09-2011 t/m 03-03-2012 | Hitnotering: 03-09-2011 t/m 03-03-2012 | Hitnotering: 03-09-2011 t/m 03-03-2012 |
| Week:                                  | 1                                      | 2                                      | 3                                      | 4                                      | 5                                      | 6                                      | 7                                      | 8                                      | 9                                      | 10                                     | 11                                     | 12                                     | 13                                     | 14                                     |
| -------------------------------------- | -------------------------------------- | -------------------------------------- | -------------------------------------- | -------------------------------------- | -------------------------------------- | -------------------------------------- | -------------------------------------- | -------------------------------------- | -------------------------------------- | -------------------------------------- | -------------------------------------- | -------------------------------------- | -------------------------------------- | -------------------------------------- |
| Positie:                               | 21                                     | 7                                      | 1                                      | 1                                      | 1                                      | 1                                      | 1                                      | 1                                      | 1                                      | 1                                      | 1                                      | 1                                      | 2                                      | 2                                      |
| Week:                                  | 15                                     | 16                                     | 17                                     | 18                                     | 19                                     | 20                                     | 21                                     | 22                                     | 23                                     | 24                                     | 25                                     | 26                                     | 27                                     |                                        |
| Positie:                               | 3                                      | 3                                      | 5                                      | 5                                      | 4                                      | 5                                      | 7                                      | 8                                      | 11                                     | 16                                     | 19                                     | 23                                     | 29                                     | uit                                    |

### NPO Radio 2 Top 2000
| Nummer met noteringen in de NPO Radio 2 Top 2000 | '11 | '12 | '13 | '14 | '15 | '16 | '17 | '18 | '19 | '20 | '21 | '22 | '23 | '24 |
| ------------------------------------------------ | --- | --- | --- | --- | --- | --- | --- | --- | --- | --- | --- | --- | --- | --- |
| Somebody That I Used to Know                     | 424 | 25  | 63  | 119 | 189 | 271 | 468 | 454 | 428 | 550 | 498 | 591 | 660 | 520 |

1. ↑  Een vetgedrukt getal geeft de hoogste notering aan.
2. ↑  2011 was het eerste jaar met een notering voor dit nummer.

## Walk off the Earth
Op 5 januari 2012 maakte de Canadese indieband Walk off the Earth samen met zangeres Sarah Blackwood een cover van Somebody That I Used to Know en plaatste het op YouTube. Het opmerkelijke aan hun versie is dat de vijf muzikanten samen slechts één gitaar gebruiken. Ze bespelen allemaal verschillende snaren en oppervlakken van dezelfde gitaar en voeren zo het nummer uit. Anderhalve week later is het filmpje al meer dan 95 miljoen maal bekeken. Doordat het nummer ook als muziekdownload verkrijgbaar is kwam het op 14 januari 2012 op nummer 9 binnen in de Nederlandse Single Top 100, ook in de Vlaamse Ultratop 50 kwam de uitvoering binnen op nummer 42.

#### Hitnoteringen
| Hitnotering: (Week 1 t/m 2) 14-01-2012 t/m 21-01-2012 Hitnotering: (Week 3 t/m 9) 04-02-2012 t/m 17-03-2012 | Hitnotering: (Week 1 t/m 2) 14-01-2012 t/m 21-01-2012 Hitnotering: (Week 3 t/m 9) 04-02-2012 t/m 17-03-2012 | Hitnotering: (Week 1 t/m 2) 14-01-2012 t/m 21-01-2012 Hitnotering: (Week 3 t/m 9) 04-02-2012 t/m 17-03-2012 | Hitnotering: (Week 1 t/m 2) 14-01-2012 t/m 21-01-2012 Hitnotering: (Week 3 t/m 9) 04-02-2012 t/m 17-03-2012 | Hitnotering: (Week 1 t/m 2) 14-01-2012 t/m 21-01-2012 Hitnotering: (Week 3 t/m 9) 04-02-2012 t/m 17-03-2012 | Hitnotering: (Week 1 t/m 2) 14-01-2012 t/m 21-01-2012 Hitnotering: (Week 3 t/m 9) 04-02-2012 t/m 17-03-2012 | Hitnotering: (Week 1 t/m 2) 14-01-2012 t/m 21-01-2012 Hitnotering: (Week 3 t/m 9) 04-02-2012 t/m 17-03-2012 | Hitnotering: (Week 1 t/m 2) 14-01-2012 t/m 21-01-2012 Hitnotering: (Week 3 t/m 9) 04-02-2012 t/m 17-03-2012 | Hitnotering: (Week 1 t/m 2) 14-01-2012 t/m 21-01-2012 Hitnotering: (Week 3 t/m 9) 04-02-2012 t/m 17-03-2012 | Hitnotering: (Week 1 t/m 2) 14-01-2012 t/m 21-01-2012 Hitnotering: (Week 3 t/m 9) 04-02-2012 t/m 17-03-2012 | Hitnotering: (Week 1 t/m 2) 14-01-2012 t/m 21-01-2012 Hitnotering: (Week 3 t/m 9) 04-02-2012 t/m 17-03-2012 | Hitnotering: (Week 1 t/m 2) 14-01-2012 t/m 21-01-2012 Hitnotering: (Week 3 t/m 9) 04-02-2012 t/m 17-03-2012 |
| Week: | 1 | 2 | | 3 | 4 | 5 | 6 | 7 | 8 | 9 | |
| --- | --- | --- | --- | --- | --- | --- | --- | --- | --- | --- | --- |
| Positie: | 9 | 36 | uit | 80 | 84 | 97 | 91 | 92 | 98 | 97 | uit |

| Hitnotering: 14-01-2012 t/m 21-01-2012 | Hitnotering: 14-01-2012 t/m 21-01-2012 | Hitnotering: 14-01-2012 t/m 21-01-2012 | Hitnotering: 14-01-2012 t/m 21-01-2012 |
| Week:                                  | 1                                      | 2                                      |                                        |
| -------------------------------------- | -------------------------------------- | -------------------------------------- | -------------------------------------- |
| Positie:                               | 42                                     | 30                                     | uit                                    |

## Paul Turner
In de vijfde liveshow van het tweede seizoen van The voice of Holland zong Paul Turner op 6 januari 2012 het nummer Somebody That I Used to Know. Na de uitzending was het nummer meteen verkrijgbaar als download. Hierdoor kwam de single een week later op nummer 90 binnen in de Nederlandse Single Top 100.

#### Hitnotering
| Hitnotering: 14-01-2012 | Hitnotering: 14-01-2012 | Hitnotering: 14-01-2012 |
| Week:                   | 1                       |                         |
| ----------------------- | ----------------------- | ----------------------- |
| Positie:                | 90                      | uit                     |